# Challenger de Ambato 2021
El Ambato La Gran Ciudad 2021 fue un torneo de tenis perteneciente al ATP Challenger Tour 2021 en la categoría Challenger 80. El torneo tuvo lugar en la ciudad de Ambato (Ecuador), desde el 20 hasta el 26 de septiembre de 2021 sobre tierra batida.

## Cabezas de serie

### Individuales masculino
| Favorito | País                            | Jugador                | Rank1 | Posición en el torneo |
| -------- | ------------------------------- | ---------------------- | ----- | --------------------- |
| 1        | Bandera de Perú                 | Juan Pablo Varillas    | 122   | FINAL                 |
| 2        | Bandera de Eslovaquia           | Andrej Martin          | 123   | Segunda ronda         |
| 3        | Bandera de Bolivia              | Hugo Dellien           | 144   | Baja                  |
| 4        | Bandera de Ecuador              | Emilio Gómez           | 156   | Primera ronda         |
| 5        | Bandera de Argentina            | Renzo Olivo            | 207   | Primera ronda         |
| 6        | Bandera de Argentina            | Juan Pablo Ficovich    | 247   | Semifinales           |
| 7        | Bandera de Argentina            | Thiago Agustín Tirante | 267   | CAMPEÓN               |
| 8        | Bandera de Bosnia y Herzegovina | Mirza Bašić            | 269   | Primera ronda         |

- 1 Se ha tomado en cuenta el ranking del 13 de septiembre de 2021.

### Otros participantes
Los siguientes jugadores recibieron una invitación (wild card), por lo tanto ingresan directamente al cuadro principal (WC):
- Daniel Espín Pérez
- Diego Hidalgo
- Antonio Cayetano March

Los siguientes jugadores ingresan al cuadro principal tras disputar el cuadro clasificatorio (Q):
- Alejandro Gómez
- Patrick Kypson
- Pol Martín Tiffon
- Matías Zukas

## Campeones

### Individual Masculino
- Thiago Agustín Tirante derrotó en la final a  Juan Pablo Varillas, 7–5, 7–5

### Dobles Masculino
- Diego Hidalgo /  Cristian Rodríguez derrotaron en la final a  Alejandro Gómez /  Thiago Agustín Tirante, 6–3, 4–6, [10–3]